# Huttenheim (Duitsland)
Huttenheim is een plaats in de Duitse gemeente Philippsburg, deelstaat Baden-Württemberg, en telt 2400 inwoners.